# Свети Димитър (Драчевица)
Вижте пояснителната страница за други значения на Свети Димитър.
„Свети Великомъченик Димитър“ или „Свети Димитрий“ (на македонска литературна норма: „Свети Димитар“, „Свети Димитриј“) е възрожденска православна църква в демиркапийското село Драчевица, централната част на Северна Македония. Част е от Повардарската епархия на Македонската православна църква.
Църквата е разположена на възвишение южно от селото и е изградена е през 1858 година, според надписа на северния вход. Изписана е към края на XIX век, а живописта е обновена в 1927 година от зографите братя Димитъри Георги Андонови и наследниците им Андон и Илия от Дебър според надписа над северния вход. Църквата е трикорабна с главен вход на северната страна. На иконостаса има множество икони, датирани 1863 и 1866 година, дело на зограф Григорий Пецанов от Струмица. Църквата е запусната, поради изселване на жителите на селото в Демир Капия.